# 马荣华
马荣华（1948年1月—），湖北省天门市彭市镇赵湖村人，中华人民共和国政治人物。

## 生平
1974年12月，加入中国共产党。1976年任天门县农业局副局长。1983年3月，任白茅溺棉花原种场党委书记。1984年10月，任中共天门县委副书记。1988年1月，任中共天门市委副书记。1990年1月，调任中共潜江市委副书记、潜江市市长。1992年9月至1997年3月，担任中共潜江市委书记。1997年3月，出任十堰市代市长。2000年，他继续当选为十堰市市长。2001年，担任中共鄂州市委书记，并兼任同市人大常委会主任。2001年5月，他引入北京中鼎国威房地产开发有限公司，参与鄂州市旧城区改造，从中收取贿赂。2004年7月，调离鄂州，转任湖北省发展与改革委员会副主任。2005年，他因严重违法违纪被中共湖北省纪委查处，并被停止全国人大代表职务。2006年12月12日，其受贿案在黄冈市中级人民法院审理，2007年8月，他被黄冈中院判处有期徒刑8年。2008年3月4日，湖北省高级人民法院二审开庭，终审判其有期徒刑7年。